# Anre ibne Cultume
Anre ibne Cultume (em árabe: عمرو بن كلثوم, lit. 'ʿAmr ibn Kulthūm'; m. 584) foi um poeta árabe, autor de um dos Mo`allakāt. Nada, ou quase nada é conhecido de sua vida, salvo que foi um cavaleiro e líder da tribo dos taglibitas, famoso no Jahiliyyah por sua glória, bravura e comportamento impiedoso na batalha. Algumas histórias sobre ele são contadas no Livro das Canções (Kitab al-Aghani).

## Taglibita
A grande Guerra Basus, entre as tribos dos taglibitas e dos bacritas, durou aproximadamente quarenta anos até que o rei dos lacmidas, de Hira, Anre III ibne Almondir exortou-os a fazerem as pazes na condição de que alguns dos seus filhos ficassem reféns do rei.
O rei de Hira disse um dia para seus companheiros de bebida: "Vocês conhecem alguém entre os árabes, cuja mãe recusa servir a minha mãe?" Eles responderam: "Sim, Anre ibne Cultume." O rei perguntou: "Por que isso? " Seus companheiros responderam: "Porque seu pai é Almualel ibne Rabiá, seu tio é Colaibe um prestigioso árabe, sua esposa é Cultume ibne Maleque ibne Atabe e seu filho é Cultume ibne Cultume chefe de seu clã".
O rei mandou então chamar Anre ibne Cultume pedindo-lhe para visitá-lo acompanhado de sua mãe Laila. Cultume aceitou o convite do rei, e visitou-o com seus companheiros e sua mãe. Depois que eles chegaram e enquanto Laila estava sentada, a mãe do rei (a tia de Inru Alcais) Hinde pediu-lhe para passar o prato, ao que Laila respondeu: "deixe alguém em necessidade ir à sua necessidade" e quando Hinde insistiu, Laila gritou dizendo: "Que humilhação!"
Seu filho a ouviu e ficou tão profundamente abalado com o insulto que tomou a sua espada e decapitou o rei de Hira, matou seus guardas e depois partiu.

## Obras
Apenas quatro poemas seus sobreviveram:
- Ala Hobey Besahnek Fasbahina (O Muallaqah)
- Aagma` Sohbaty
- Ala Min Mobalgha
- En Nasrkom Ghada